# Notre-Dame de Rocamadour (bateau)
Le Notre-Dame de Rocamadour est un langoustier à vivier « mauritanien ». Son immatriculation est : DZ 311812 (quartier maritime de Douarnenez).
Il appartient à partir de 1990 au Port-musée de Douarnenez. Il était le dernier des langoustiers mauritaniens encore visitable à flot jusqu'en 2013. Le coût d'une restauration étant trop onéreux pour la ville, il est finalement détruit en 2024 au port du Rosmeur. Certains éléments du langoustier ont été conservés par le musée.

## Histoire
Le navire de pêche Notre-Dame de Rocamadour porte le nom de la chapelle du sillon du port de Camaret.
Le Notre-Dame de Rocamadour est un chalutier semi-industriel à coque en bois construit au chantier Péron de Camaret. Il est lancé en 1959 avec l'immatriculation CM 3095 pour son premier patron Pierre Zozo.
C'est un langoustier de haute-mer pratiquant la pêche au casier (avec 1 500 casiers) mais aussi au chalut. Il contient des viviers d'eau de mer d'une capacité de 270 m3 et des installations frigorifiques pour un stockage de 20 tonnes de queues de langoustes.

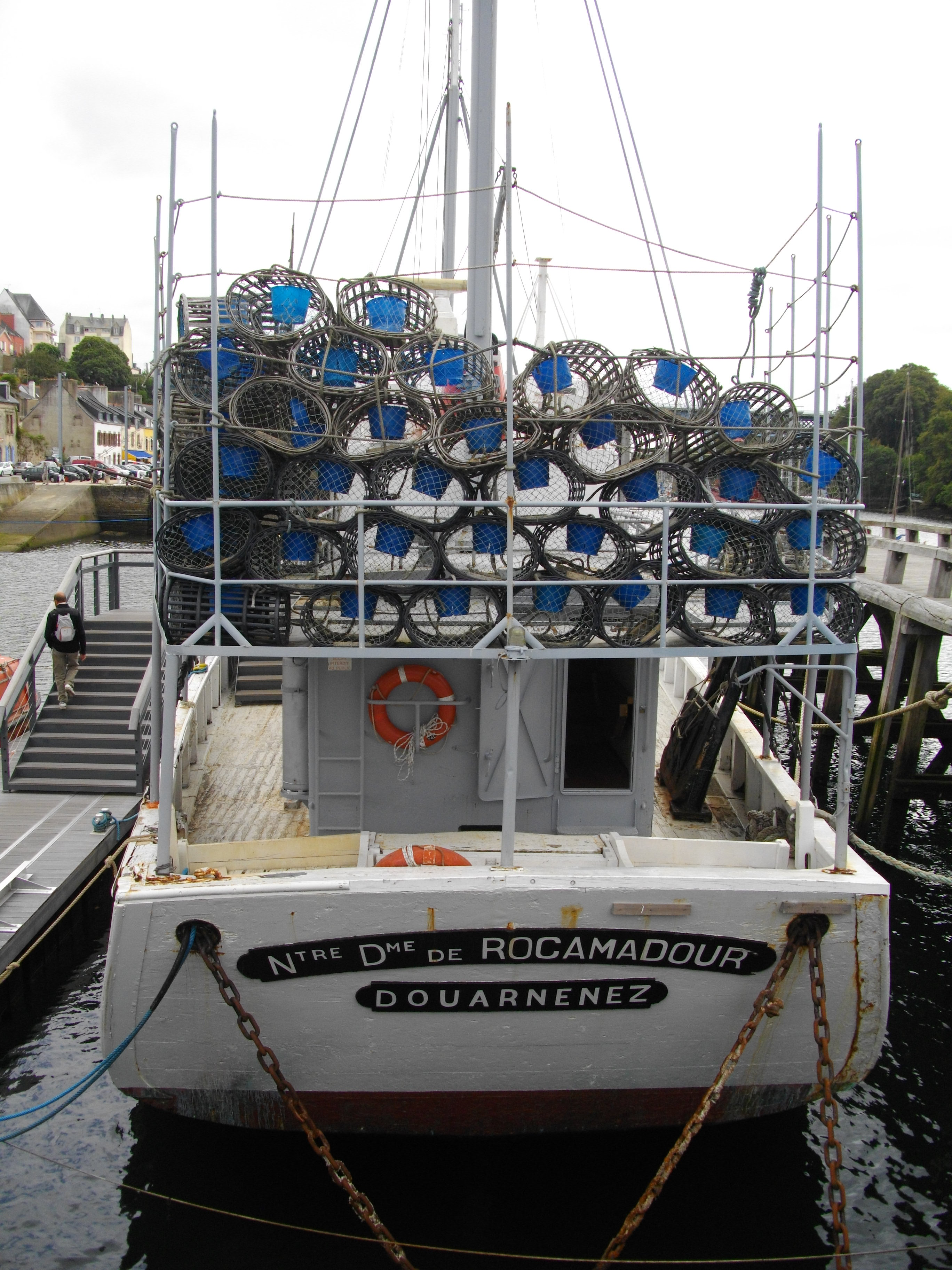
Le Notre-Dame-de-Rocamadour, langoustier « mauritanien » à pont arrière de Douarnenez

En 1971, il est repris par l'armement France Langouste de Douarnenez. Il entreprend des campagnes de pêche de trois à quatre mois sur le banc d'Arguin proche des côtes mauritaniennes, deux à trois fois par an.
Au large de la Mauritanie, les campagnes de pêche d'hiver au casier, remplissaient les viviers. Durant celles d'été, les langoustes – qui supportent mal l’eau plus chaude – étaient pêchées au chalut et leurs queues étaient congelées.
Il réalise ses dernières marées de pêche à la langouste en 1987 et 1988. Son dernier armement fut, en 1989, l'armement Chevannes-Merceron-Ballery de Concarneau pour une campagne de pêche au thon.
Puis il fut cédé à la municipalité de Douarnenez pour sa sauvegarde, et intègre le port-musée de Port-Rhu, où il est visitable de 1990 à 2013. En 2013, devenu vétuste, il est fermé à la visite.
Le musée annonce un désarmement à l’été 2017, en même temps que le Notre-Dame des Vocations, afin d’analyser leur état en vue d’une future restauration.
Il est par la suite sorti de l’eau et hissé sur le slipway du port de Douarnenez pour subir une expertise afin d’envisager sa restauration complète. Au-delà de l'obtention du financement, la décision sera politique car les chantiers de restauration font vivre les entreprises et dynamisent l’économie locales. Il est désamianté et désarmé. Certains éléments « présentant un intérêt muséographique seront indiqués et conservés ».
En 2019, la timonerie du navire est visible à l'extrémité de la jetée du Flimiou, à Douarnenez.

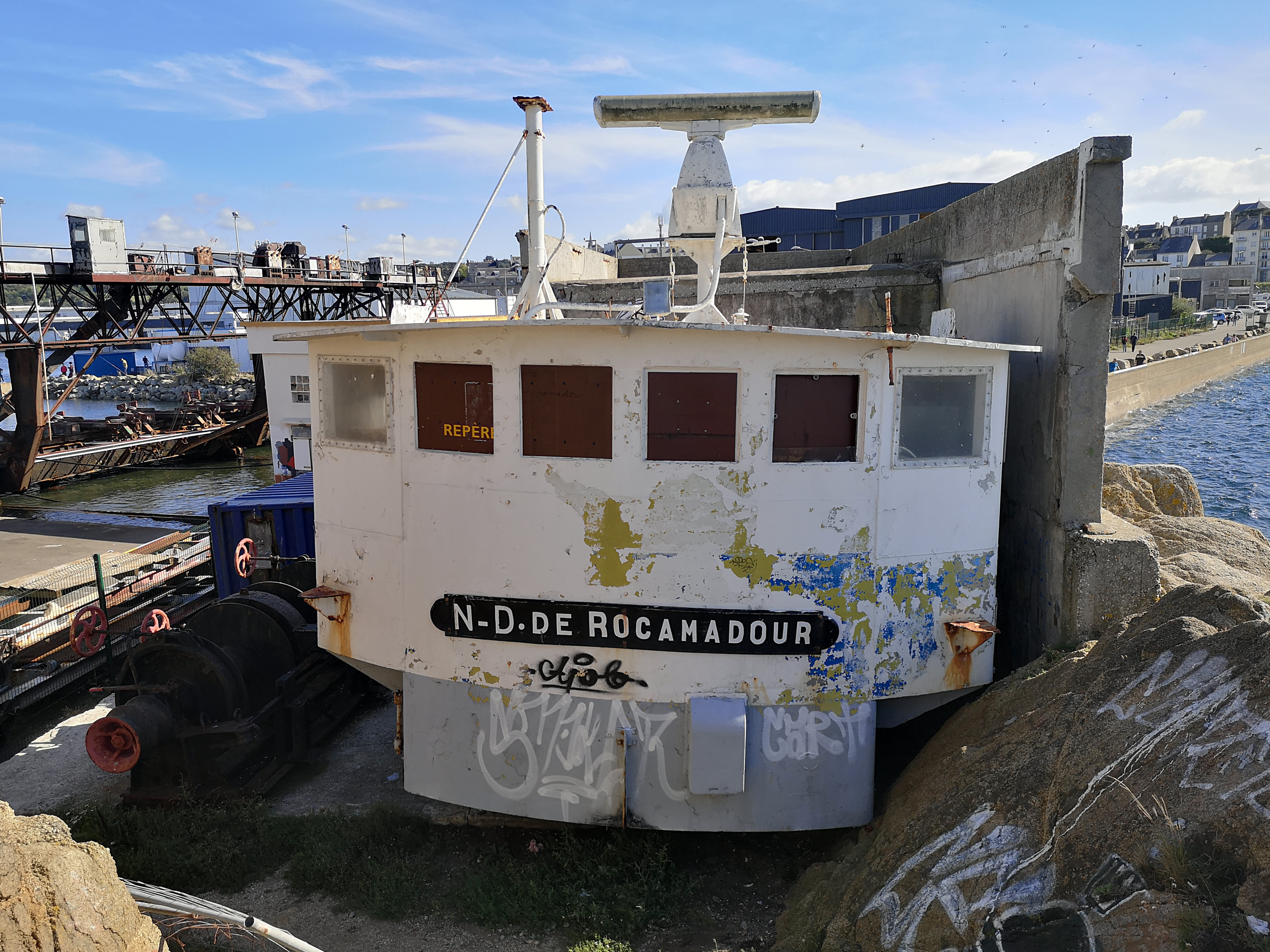

La restauration éventuelle du bateau fait débat compte tenu de son coût (1,5 million d'euros) et a été un sujet débattu par exemple lors des élections municipales de 2020 à Douarnenez,.
En 2023, c'est la fin d’une longue page d’histoire pour le Notre-Dame de Rocamadour, dernière des grandes unités de pêche à la langouste mauritanienne, il sera détruit. Pour restaurer entièrement le langoustier du port-musée de Douarnenez (Finistère), inscrit aux collections des musées de France depuis 1991, il aurait fallu trouver près de trois millions d’euros. Il est sorti du port-musée pour être détruit, en octobre 2024,, au port du Rosmeur près du (en)slipway. Des inquiétudes se font jour car d’autres bateaux du Port-Musée pourraient connaître le même destin.